# Chelifera kozaneki
Chelifera kozaneki är en tvåvingeart som beskrevs av Wagner 2003. Chelifera kozaneki ingår i släktet Chelifera och familjen dansflugor. Inga underarter finns listade i Catalogue of Life.